# Parathyma caprotina
Parathyma caprotina är en fjärilsart som beskrevs av Hans Fruhstorfer 1913. Parathyma caprotina ingår i släktet Parathyma och familjen praktfjärilar. Inga underarter finns listade i Catalogue of Life.